# Sci alpino ai II Giochi olimpici giovanili invernali
Lo sci alpino è una delle quindici discipline dei II Giochi olimpici giovanili invernali di Lillehammer in Norvegia che si sono tenute al centro sciistico di Hafjell dal 13 al 20 febbraio 2016. Le gare in programma sono nove: supergigante, slalom gigante, slalom speciale e supercombinata sia ragazzi che ragazze e slalom parallelo misto.

## Podi

### Ragazzi
| Evento          | Oro              | Tempo   | Argento           | Tempo   | Bronzo           | Tempo   |
| Supergigante    | River Radamus    | 1'10"62 | Pietro Canzio     | 1'10"65 | Manuel Traninger | 1'11"03 |
| Slalom gigante  | River Radamus    | 2'35"05 | Yohei Koyama      | 2'36"12 | Anton Grammel    | 2'36"54 |
| Slalom speciale | Manuel Traninger | 1'38"74 | Filip Vennerström | 1'38"77 | Odin Breivik     | 1'40"07 |
| Supercombinata  | River Radamus    | 1'52"87 | Manuel Traninger  | 1'52"94 | Pietro Canzio    | 1'53"65 |

### Ragazze
| Evento          | Oro              | Tempo   | Argento                    | Tempo   | Bronzo                     | Tempo   |
| Supergigante    | Nadine Fest      | 1'11"93 | Julia Scheib               | 1'12"56 | Aline Danioth              | 1'12"69 |
| Slalom gigante  | Mélanie Meillard | 2'33"28 | Katrin Hirtl-Stanggaßinger | 2'33"34 | Aline Danioth              | 2'33"95 |
| Slalom speciale | Aline Danioth    | 1'43"21 | Ali Nullmeyer              | 1'44"80 | Meta Hrovat                | 1'45"86 |
| Supercombinata  | Aline Danioth    | 1'55"74 | Mélanie Meillard           | 1'56"12 | Katrin Hirtl-Stanggaßinger | 1'57"25 |

### Misti
| Evento                     | Oro                                     | Argento                                    | Bronzo                                    |
| Slalom parallelo a squadre | Germania Lucia Rispler Jonas Stockinger | Russia Anastasiia Silanteva Aleksey Konkov | Finlandia Riikka Honkanen Sampo Kankkunen |